# Josip Pečarić

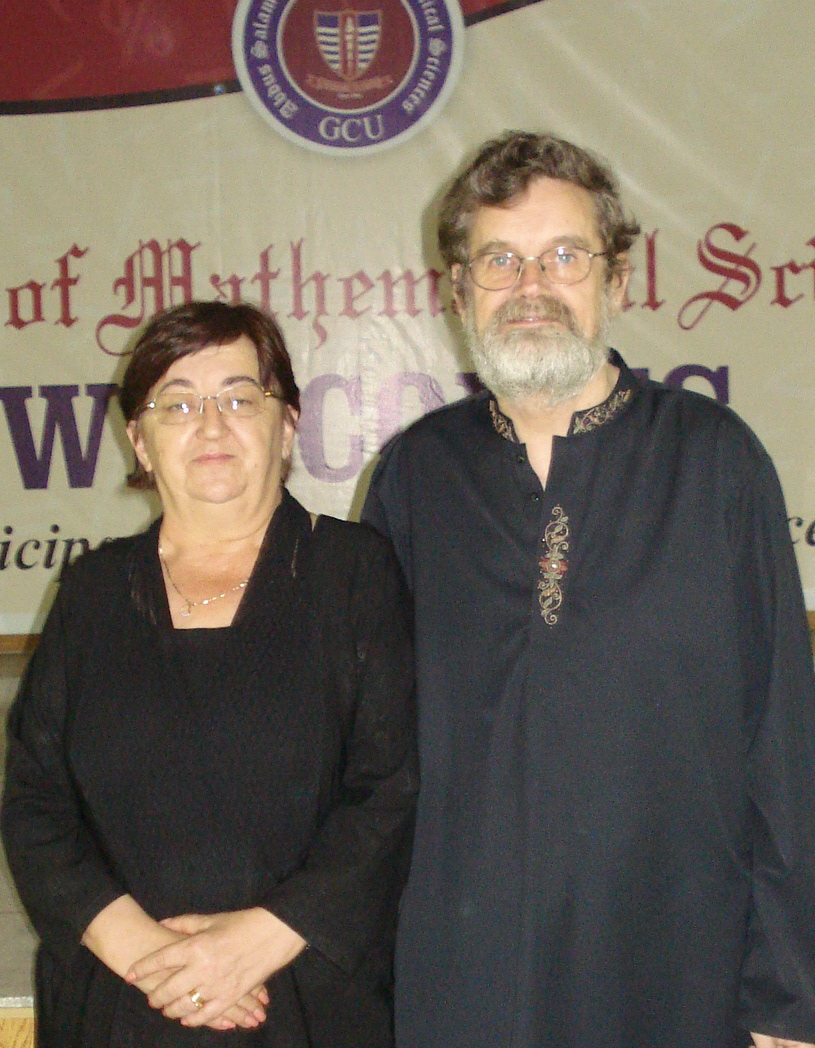
Pecaric mit Ehefrau Ankica 2010

Josip E. Pečarić (* 3. September 1948 in Kotor) ist ein kroatischer Mathematiker, der sich mit Analysis befasst und speziell Ungleichungen.
Pecaric wurde 1982 an der Universität Belgrad bei Petar Vasić promoviert (Jensensche und verwandte Ungleichungen (Serbisch)). Er ist Professor an der Universität Zagreb. Außerdem lehrte er an der Abdus Salam School of Mathematical Sciences in Lahore.
1999 erhielt er den kroatischen Danica Hrvatska Orden und ist Mitglied der Kroatischen Akademie der Wissenschaften und Künste.

## Schriften
- mit Dragoslav S. Mitrinović, Vladimir Volenec: Recent advances in geometric inequalities (= Mathematics and its Applications. East European Series. 28). Kluwer, Dordrecht u. a. 1989, ISBN 90-277-2565-9.
- mit Dragoslav S. Mitrinović, Arlington M. Fink: Inequalities involving functions and their integrals and derivatives (= Mathematics and its Applications. East European Series. 53). Kluwer, Dordrecht u. a. 1991, ISBN 0-7923-1330-5.
- mit Frank Proschan, Yung L. Tong: Convex Functions Partial Orderings, and Statistical Applications (= Mathematics in Science and Engineering. 187). Academic Press, Boston MA 1992, ISBN 0-12-549250-2.
- mit  Dragoslav S. Mitrinović, Arlington M. Fink: Classical and new inequalities in analysis (= Mathematics and its Applications. East European Series. 61). Kluwer, Dordrecht u. a. 1993, ISBN 0-7923-2064-6.
- mit Takayuki Furuta, Jadranka Mićić Hot, Yuki Seo: Mond-Pečarić Method in Operator Inequalities. Inequalities for bounded selfadjoint operators on a Hilbert space (= Monographs in Inequalities. 1). Element, Zagreb 2005, ISBN 953-197-571-X.
- mit Leo Larsson, Lech Maligranda, Lars-Erik Persson: Multiplicative Inequalities of Carlson Type and Interpolation. World Scientific, Singapore u. a. 2006, ISBN 981-256-708-9.
- mit Matloob Anwar: Means of the Cauchy type. Logconvexity and meanvalue theorems. LAP Lambert Academic Publishing, Saarbrücken 2010, ISBN 978-3-8383-1359-7.